# Capitán General Bernardo O'Higgins
Capitán General Bernardo O'Higgins é um município da província de Córdova, na Argentina.